# Nehesy
Nehesy Aasehre (Nehesi) là một vị vua của Hạ Ai Cập trong Thời kỳ chuyển tiếp Thứ Hai. Hầu hết các học giả xác định ông là một vị vua thuộc về giai đoạn đầu Vương triều thứ 14, như là vị pharaoh thứ hai hoặc thứ sáu của vương triều này. Do đó ông được cho là đã trị vì trong một khoảng thời gian ngắn vào khoảng năm 1705 TCN và sẽ trị vì toàn bộ khu vực miền đông châu thổ sông Nile từ Avaris. Bằng chứng gần đây cho thấy rằng có thể có một người khác cùng tên, một người con trai của một vị vua Hyksos, sống trong một khoảng thời gian ngắn sau đó vào giai đoạn cuối Vương triều thứ 15 khoảng năm 1580 TCN. Có khả năng rằng hầu hết các hiện vật được quy cho vị vua Nehesy mà được nhắc đến trong cuộn giấy cói Turin, thực tế lại thuộc về vị hoàng tử Hyksos này.

## Gia đình
Trong quá trình xem xét lại thời kỳ Chuyển tiếp thứ Hai của mình, nhà Ai Cập học Kim Ryholt đề xuất rằng Nehesy là con trai và là người kế vị trực tiếp của vị pharaon Sheshi với một nữ hoàng Nubia tên là Tati. Nhà Ai Cập học Darrell Baker, người cũng chia sẻ quan điểm này, cho rằng Tati phải là người Nubia hoặc có nguồn gốc Nubia, là do tên của Nehesy có nghĩa là Người Nubia. Vương triều thứ 14 có nguồn gốc từ người Canaan, do vậy Nehesy còn được tin là có gốc gác Canaan.
Bốn đồ vật hình bọ hung, bao gồm một cái đến từ Semna ở Nubia và ba cái không rõ nguồn gốc, chỉ ra một giai đoạn đồng nhiếp chính tạm thời với cha của ông. Hơn nữa, một đồ vật hình bọ hung đề cập tới Nehesy là Người con trai của đức vua và một cái khác là Người con trai cả của đức vua. Do đó Ryholt và Baker giữ quan điểm cho rằng Nehesy đã trở thành thái tử sau cái chết của người anh cả, hoàng tử Ipqu.
Manfred Bietak và Jürgen von Beckerath lại tin rằng Nehesy là vị vua thứ hai của vương triều thứ 14. Bietak hơn nữa lại cho rằng người cha của ông là một tướng lĩnh quân đội Ai Cập hoặc một nhà cầm quyền, ông ta đã tạo dựng nên một vương quốc với trung tâm nằm ở Avaris. Vương quốc này kiểm soát khu vực đông bắc đồng bằng châu thổ sông Nile.

## Chứng thực

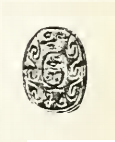
Con dấu bọ hung của Nehesy, ngày nay nằm tại bảo tàng Petrie.

Bất chấp một triều đại cai trị rất ngắn vào khoảng một năm, Nehesy là vị vua được chứng thực tốt nhất của vương triều thứ 14.
Theo như lần đọc cuộn giấy cói Turin gần đây nhất của Ryholt, Nehesy được chứng thực tại đó ở mục thứ nhất của cột thứ 9 (Gardiner, mục 8.1) và là vị vua đầu tiên của vương triều thứ 14 có tên được bảo toàn trong bản danh sách vua này.
Nehesy còn được chứng thực bởi nhiều hiện vật khác cùng thời, quan trọng nhất trong số đó là các con dấu hình bọ hung. Bên cạnh đó, một mảnh vỡ của cây cột tháp đến từ ngôi đền Seth ở Raahu có khắc tên của ông cùng với dòng chữ  "người con trai cả của đức vua". Một bức tượng ngồi, sau này bị chiếm đoạt bởi Merenptah, được cho là có nguồn gốc ban đầu thuộc về Nehesy. Nó được khắc cùng với dòng chữ "Seth, Chúa tể của Avaris" và được tìm thấy ở Tell el Muqdam.
Nehesy còn được chứng thực thông qua hai mảnh phù điêu vỡ có tên của vị vua này, chúng được khai quật ở Tell el-Dab'a vào giữa thập niên 1980. Cuối cùng, hai tấm bia đá khác được biết đến từ Tell-Habuwa (Tjaru cổ đại): một cái có mang tên khai sinh của Nehesy, cái kia là tên ngai của nhà vua Aahsere. Nhờ vào những tấm bia đá này mà chúng ta có thể kết nối tên Nehesy với tên ngai Aahsere ˁ3-sḥ-Rˁ. Trước khi có phát hiện này, Aasehre được cho là một vị vua Hyksos.
Vào năm 2005 một tấm bia khác của Nehesy được phát hiện trong thành phố pháo đài Tjaru, trước kia từng là điểm khởi đầu của Con đường Horus, tuyến đường trọng yếu nối Ai Cập với Canaan. Tấm bia đá cho thấy một người con trai của đức vua Nehesy dâng dầu lên vị thần Banebdjedet và còn mang một dòng chữ khắc đề cập tới Người em gái của đức vua Tany. Một người phụ nữ với tên và tước hiệu như vậy đã được biết đến từ những nguồn khác vào khoảng thời kỳ của vị vua Hyksos Apophis, người đã cai trị trong giai đoạn chuyển tiếp thứ Hai vào khoảng năm 1580 TCN. Daphna Ben-Tor, người nghiên cứu về các con dấu bọ hung của Nehesy, kết luận rằng những cái nhắc đến người con trai của đức vua Nehesy khác phong cách với những cái nhắc tới Nehesy như là một vị vua. Do đó bà nghi ngờ rằng người con trai của đức vua Nehesy phải là một người khác với vị vua được biết đến nhiều hơn mà có cùng tên. Trong hoàn cảnh này, vua Nehesy sẽ vẫn là một vị vua thuộc giai đoạn đầu vương triều thứ 14, tuy nhiên một vài trong số những chứng thực quy cho ông thực tế lại thuộc về một hoàng tử Hyksos.

## Triều đại
Theo nhà Ai Cập học người Áo Manfred Bietak, vương triều thứ 14 của Nehesy bắt đầu trong giai đoạn cuối của vương triều thứ 13, vào khoảng hoặc sau năm 1710 TCN, như là một kết quả của quá trình tan rã từ từ của vương triều thứ 13. Sau sự kiện này, "không một vị vua nào có thể kiểm soát toàn bộ Ai Cập" cho tới khi Ahmose I chiếm được thành phố này. Mặt khác, Ryholt tin rằng vương triều thứ 14 đã bắt đầu trước triều đại của Nehesy khoảng 1 thế kỷ, vào khoảng năm 1805 TCN dưới triều đại của Sobekneferu. Bởi vì vương triều thứ 13 là vương triều tiếp nối trực tiếp của vương triều thứ 12, cho nên ông đề xuất rằng sự ra đời của vương triều thứ 14 là nguồn gốc của sự khác biệt giữa vương triều thứ 12 và thứ 13 trong truyền thống của người Ai Cập.
Sau cái chết của Nehesy, vương triều thứ 14 tiếp tục cai trị khu vực châu thổ của Hạ Ai Cập với một số các vị vua sớm nở chóng tàn hoặc cai trị ngắn ngủi cho tới năm 1650 TCN khi người Hyksos của vương triều thứ 15 chinh phục vùng châu thổ. Nehesy dường như đã được nhớ tới rất lâu sau khi ông qua đời bởi vì một vài địa điểm ở miền đông khu vực đồng bằng châu thổ mang các tên gọi như là "Lâu đài của Pinehsy" và "Ngôi nhà của Pinehsy Người châu Á", Pinehsy là cách dịch tên Nehesy bằng tiếng Ai Cập vào giai đoạn cuối.